# ¿Qué hacemos con Maisie?
¿Qué hacemos con Maisie?  (título original en inglés: What Maisie Knew, trad. lit. Lo que Maisie sabía)  es una película dramática estadounidense basada parcialmente en la novela Lo que Maisie sabía de Henry James, actualizando la historia original a  la ciudad de Nueva York del siglo XXI. Dirigida por Scott McGehee y David Siegel, y protagonizada por Julianne Moore, Steve Coogan, Onata Aprile, Alexander Skarsgård y Joanna Vanderham, la historia sigue las vivencias de Maisie, hija única de sus irresponsables padres separados, y cómo ve hacerse y deshacerse las relaciones a su alrededor. 
Fue estrenada originalmente el 7 de septiembre de 2012 en el Festival Internacional de Cine de Toronto, y el 3 de mayo de 2013 en cines.
A su estreno, ¿Qué hacemos con Maisie? recibió en su mayoría críticas positivas por parte de la prensa especializada.

## Argumento
Susanna es una exitosa estrella del rock que vive con Beale, un encantador pero distraído comerciante de arte.
Agobiados por la presencia de uno del otro, se separan. Maisie, su única hija, se ve afectada por la situación, yendo y viniendo entre sus padres. Ambos intentan rehacer sus vidas con su otras parejas, Lincoln y Margo, para de esta manera competir por la custodia legal de Maisie.
Maisie, una amorosa y observadora niña, comienza a entender lo egoístas, irresponsables y dañinos que son sus padres, al ver sus nuevas relaciones desintegrarse rápidamente, y Maisie juega un rol importante en construir una familia totalmente nueva con sus dos padrastros.

## Reparto
| Actor               | Personaje              | Descripción |
| ------------------- | ---------------------- | --- |
| Julianne Moore      | Susanna                | madre de Maisie y estrella de rock, Susanna está en constante disputa con su expareja Beale por la custodia de Maisie. Para interpretar su papel, Moore se inspiró en Patti Smith, Courtney Love y Alison Mosshart.                                                               |
| Alexander Skarsgård | Lincoln                | posterior esposo de Susanna, Lincoln trabaja como cantinero. Skarsgård considera que Lincoln no se tiene mucha confianza y que tampoco es ambicioso, pero si muy talentoso, auténtico y dulce, que además no se preocupa mucho de sí mismo.                                       |
| Onata Aprile        | Maisie Elizabeth Beale | hija de Susanna y Beale, Maisie se encuentra en medio de la batalla legal por su custodia. Onata Aprile comenta que su personaje «es feliz al final porque alguien está cuidando de ella. Y al comienzo está algo molesta porque su padres no lo están prestando mucha atención». |
| Joanna Vanderham    | Margo                  | posterior esposa de Beale, es trabajadora doméstica. |
| Steve Coogan        | Beale                  | debido a su trabajo como comerciante de arte, Beale está casi siempre ocupado, lo que le impide tener más tiempo con su hija. |

## Producción

### Grabación
Los directores, Scott McGehee y David Siegel, se sintieron atraídos al proyecto por la idea de hacer una película desde la perspectiva de un niño. Para el papel de Maisie los directores vieron a muchos niños y «afortunadamente» encontraron a Onata Aprile, en una fase tardía del proceso. Finalmente, la película fue filmada durante agosto de 2011 en New York. Para grabar la escena en la que Susanna canta en un concierto se usaron alrededor de diez extras porque no se podía pagar más, por lo que los distribuían de acuerdo a la escena para hacerlos ver «densos». Puesto que no sabe tocar guitarra, Julianne Moore tuvo que aprender tres acordes para tocar la canción «Rock-a-Bye Baby», además de aprender a cantar.
Posterior al proceso, Alexander Skarsgård considera que esa fue la «mejor grabación de todas». Al ser consultada acerca del proceso de trabajar con dos directores, Moore comenta que «no es tan diferente a lo que podrías pensar [...] no se siente para nada extraño porque tienen una gran comunicación y siempre son como una sola mente».

### Banda sonora
Nick Urata fue el encargado de componer la mayoría de la banda sonora, con Lucy Schwartz aportando una versión diferente de su canción «Feeling of Being» y Julianne Moore & The Kills interpretando los temas «Hook and Line» y «Night Train». A continuación, el nombre de cada una de las melodías introducidas en el material de ¿Que hacemos con Maisie?, junto a su respectiva duración.
| N.º | Título                        | Duración |  |
| 1.  | «Feeling of Being»            | 3:04     |  |
| 2.  | «To the Beach»                | 3:18     |  |
| 3.  | «Which One Do You Like Best?» | 1:55     |  |
| 4.  | «Flowers from Susanna»        | 2:02     |  |
| 5.  | «Mistrust»                    | 1:58     |  |
| 6.  | «In the Hallway»              | 1:09     |  |
| 7.  | «Susanna Says Goodbye»        | 1:59     |  |
| 8.  | «On the Bridge»               | 1:42     |  |
| 9.  | «New Lock»                    | 0:59     |  |
| 10. | «What Maisie Knew»            | 2:32     |  |
| 11. | «Hook and Line»               | 2:04     |  |
| 12. | «Night Train»                 | 3:02     |  |

## Recepción
El filme recibió críticas positivas por parte de la prensa especializada. Tras su estreno, recibió 87% en Rotten Tomatoes, y 74% en Metacritic. Esta última concluyó que «consiguió reseñas generalmente favorables».
Tras su estreno en el Festival Internacional de Cine de Toronto, la película cosechó reseñas positivas. NPR escribió que «es raro ver una buena película hecha para adultos acerca de un niño. [...] Estuve en el lugar de Maisie como no lo estuve con ningún personaje que vi en este festival, no solo como una niña linda, si no como una persona totalmente formada». Screen International dijo que «una ilustración desgarradoramente perceptiva del axioma de que cuando los padres se divorcian, los más afectados son los niños, ¿Qué hacemos con Maisie? es un drama observado de cerca y profundamente emocional en el que una niña bondadosa de seis años lentamente comienza a comprender la complejidad de la relación disfuncional de su madre y de su padre. Liderado por un magnífico elenco [...], lo último de los directores Scott McGehee y David Siegel saca lágrimas, pero lo hace con una gran cantidad de ternura e inteligencia». Justin Chang de Variety añadió que «este bello drama golpea esencialmente la misma nota triste durante 98 minutos, aunque con la suficiente sensibilidad y variación emocional para hacer la experiencia acumulativamente desgarradora en lugar de simplemente irritante». The Hollywood Reporter observó que el «delicioso melodrama se beneficia de actuaciones uniformemente fuertes. Siegel y McGehee hacen una sólida jugada volviendo a la narración convencional después de experimentar con Uncertainty».
Siguiendo la línea de críticas favorables, Philip French de The Guardian añadió que «[...] Maisie es al mismo tiempo una película atractiva por derecho propio y un comentario fascinante sobre los nuevos tiempos y costumbres». A. O. Scott de New York Times elogió la dirección de McGehee y Siegel, diciendo que «todo director de Hollywood sabe que nada engancha más la emoción de la audiencia que un niño en peligro, y los directores hacen uso experto de este saber, utilizando la banda sonora de Nick Urata y trucos astutos de composición y focos para crear un ambiente de desorientación y temor» y Betsy Sharkey de Los Angeles Times sostiene que «para toda la fealdad que la temática sugiere — y [de eso] hay un montón proporcionado por Julianne Moore y Steve Coogan como vengativos exes — esta es una película muy bien hecha».
Rex Reed de The New York Observer ubicó el filme en el noveno lugar dentro de su lista anual de las «Mejores Películas de 2013». Claudia Puig de USA Today también listó la película dentro de su lista anual «Top 10» y lo mismo hizo Peter Rainer de The Christian Science Monitor incluyendo la película en su lista anual «Top 10», describiéndola como «la mejor adaptación literaria del año».
Por su actuación, Onata Aprile recibió el premio a «mejor actriz joven» por parte del Círculo Femenino de Críticos de Cine de Estados Unidos.